# Sistema de posicionamento dinâmico
Sistema de Posicionamento Dinâmico, ou Sistema DP, é um sistema que controla automaticamente a posição e aproamento de uma embarcação por meio de propulsão ativa. Em linhas gerais, corresponde a um complexo sistema de controle de posição dinâmica, composto por varias variáveis capazes de tornar seu posicionamento mais preciso (GPS, DGPS, Anemômetros, Giroscópios, etc.) Seus atuadores para mantê-los na posição são propulsores, thrustes azimutaveis ou fixos, com ou sem controles de velocidade e leme e um computador central é responsável pela execução das correções de posição e pela interface com o operador.
Este sistema é muito utilizado nas operações off-shore da indústria do Petróleo e Marinha Mercante para posicionamento de navios-tanque, navios de construção de linhas de petróleo, navios de perfuração ou qualquer embarcação que necessite ficar parado no meio do mar por motivos diversos, tais como: perfuração de poços, completaçao e instalação de arvores de natal, mergulho, construção de linhas submersas e etc.
O sistema de posicionamento dinâmico pode ser absoluto, onde a posição é muito importante sendo mantida em relação a um ponto fixo em terra DGPS, ou relativa a um determinado objeto móvel, tal como um outro navio-tanque ou um equipamento submerso. Também é utilizado para posicionamento de navios num ângulo favorável em relação à direção dos ventos, correntezas e ondulações.
No Brasil, a Petrobras é pioneira na utilização desse tipo de sistema na exploração e produção de petróleo em águas profundas.
Conferência Brasileira de Posicionamento Dinâmico - DPBRASIL
Depois da primeira conferência e conforme divulgado na ocasião do primeiro evento, a Fundação Homem do Mar (FHM®) e o Centro de Simulação Aquaviária (CSA®) promoveram nos dias 26 e 27 de maio de 2015 a II DPBRASIL®, a segunda Conferência Brasileira de Posicionamento Dinâmico. A 2ª DPBRASIL®, incitou debates, troca de experiências e a aplicação de novas tecnologias e mudanças na regulamentação, tanto para operadores, quanto para operações.